# Estatua de Neferusobek

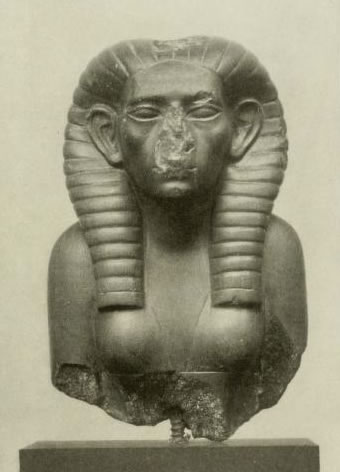
Parte superior de la estatua de Noferusobek; fotografía de 1914.

La estatua de Neferusobek una vez en el templo de Taharqa en Semna, donde fue encontrada durante las excavaciones, es la única estatua de esta gobernante cuya cabeza se ha conservado. Neferusobek (alrededor de 1810/1793 a 1806/1789 a. C. Chr.) fue la primera reina gobernante de Egipto, o la segunda si Merytneit lo fue en lugar de regente; ahora se sabe que la famosa Nitocris es solo legendaria. Se han conservado varias estatuas de Neferusobek, pero todas carecen de sus cabezas. La estatua de Semna se rompió con el tiempo. La parte superior de la estatua llegó al Museo Egipcio de Berlín en 1899 (inventario no. 14475). Este busto se perdió en la Segunda Guerra Mundial, pero se han conservado fotos y moldes en yeso.
La cabeza muestra a una mujer con una larga peluca. La nariz se ha roto. La cara muestra características de estilo típicas de finales del Imperio Medio. Típico de los retratos reales de este tiempo es la representación aparentando cierta edad, que contrasta con los retratos idealizados jóvenes de las otras épocas de la historia egipcia. La parte inferior de la estatua fue descubierta durante las excavaciones por George Andrew Reisner en Semna y se encuentra en el Museo de Bellas Artes de Boston (inventario no. 24.742). Muestra a una mujer con la túnica larga y ceñida sostenida por tirantes anchos sentada en un sencillo trono cúbico, denominado arcaico. Propios ambos del Imperio Antiguo, tras él se convirtieron en el estándar en las representaciones de culto y funerarias sin apenas variaciones hasta el final de la cultura egipcia, a finales de la época romana. La relación entre las dos partes de la estatua no se conoció durante mucho tiempo, pero la egiptóloga Biri Fay pudo probarla.
Ambas partes de la estatua no están etiquetadas, pero hay un símbolo jeroglífico Unión de las Dos Tierras grabado en cada lado del trono, lo que hace que la estatua sea claramente real y se pueda atribuir a Neferusobek, ya que es la única mujer del Imperio Medio en gobernar como reina soberana. 